# Besson MB-35
Il Besson MB-35 Passe-Partout fu un idrovolante monoplano da ricognizione sviluppato dall'azienda aeronautica francese Société de construction aéronautiques et navales Marcel Besson di Boulogne-sur-Seine nella seconda metà anni venti del XX secolo e rimasto allo stadio di prototipo.

## Storia del progetto

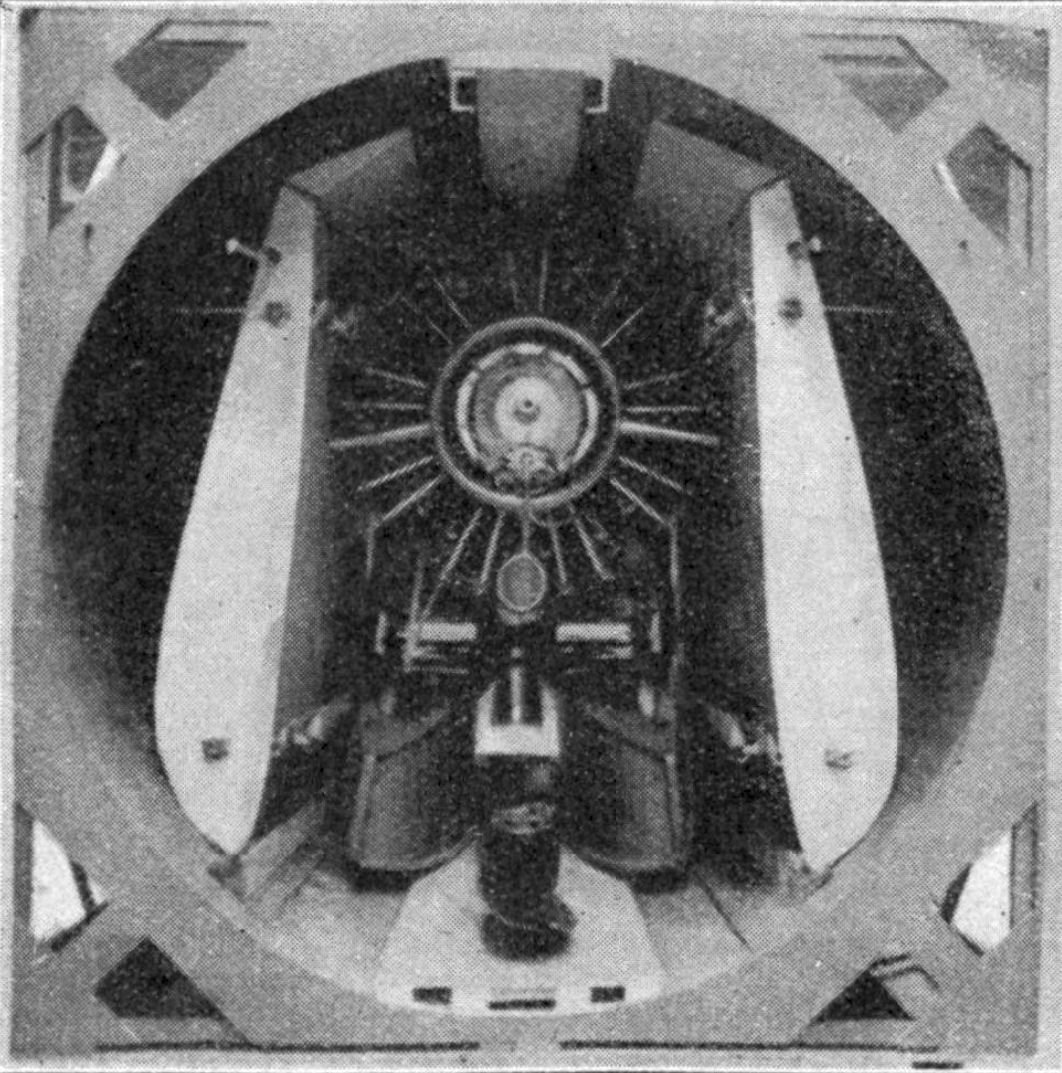
L'aereo all'interno del suo cilindro di trasporto.

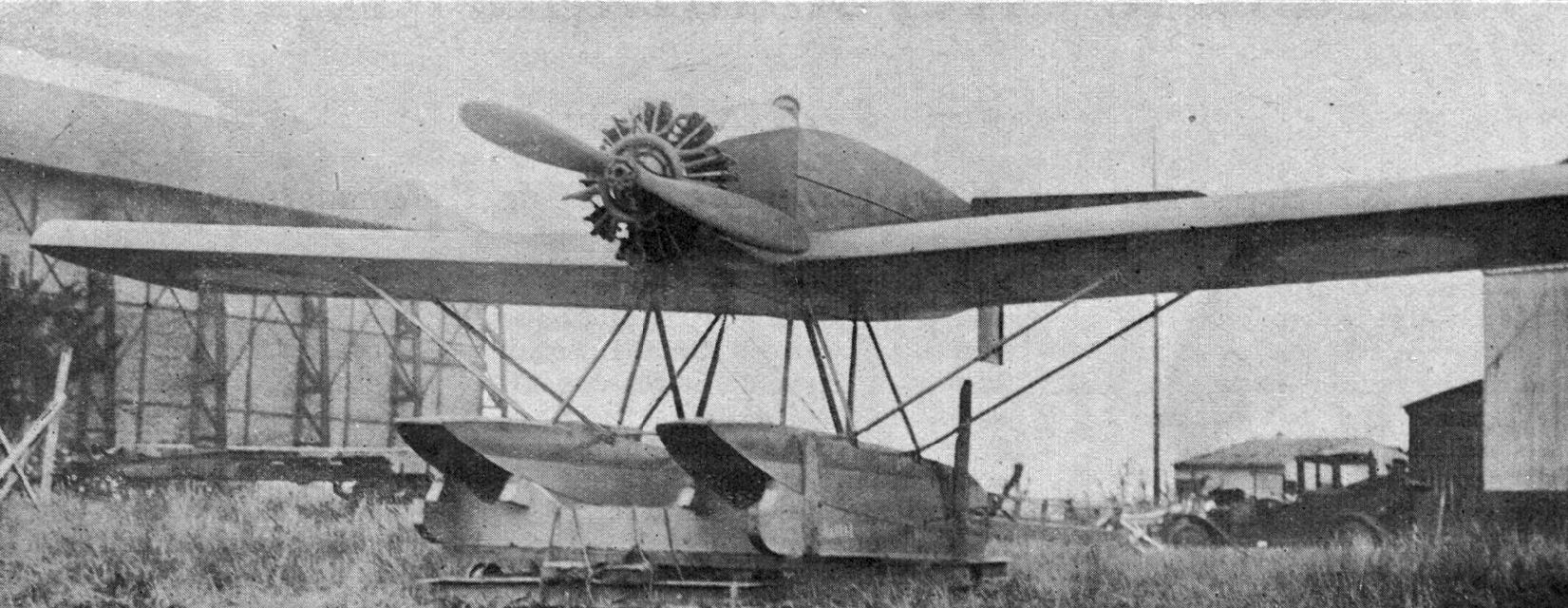
Vista frontale dello MB-35 apparsa sulla rivista L'Aéronautique nel dicembre 1926.

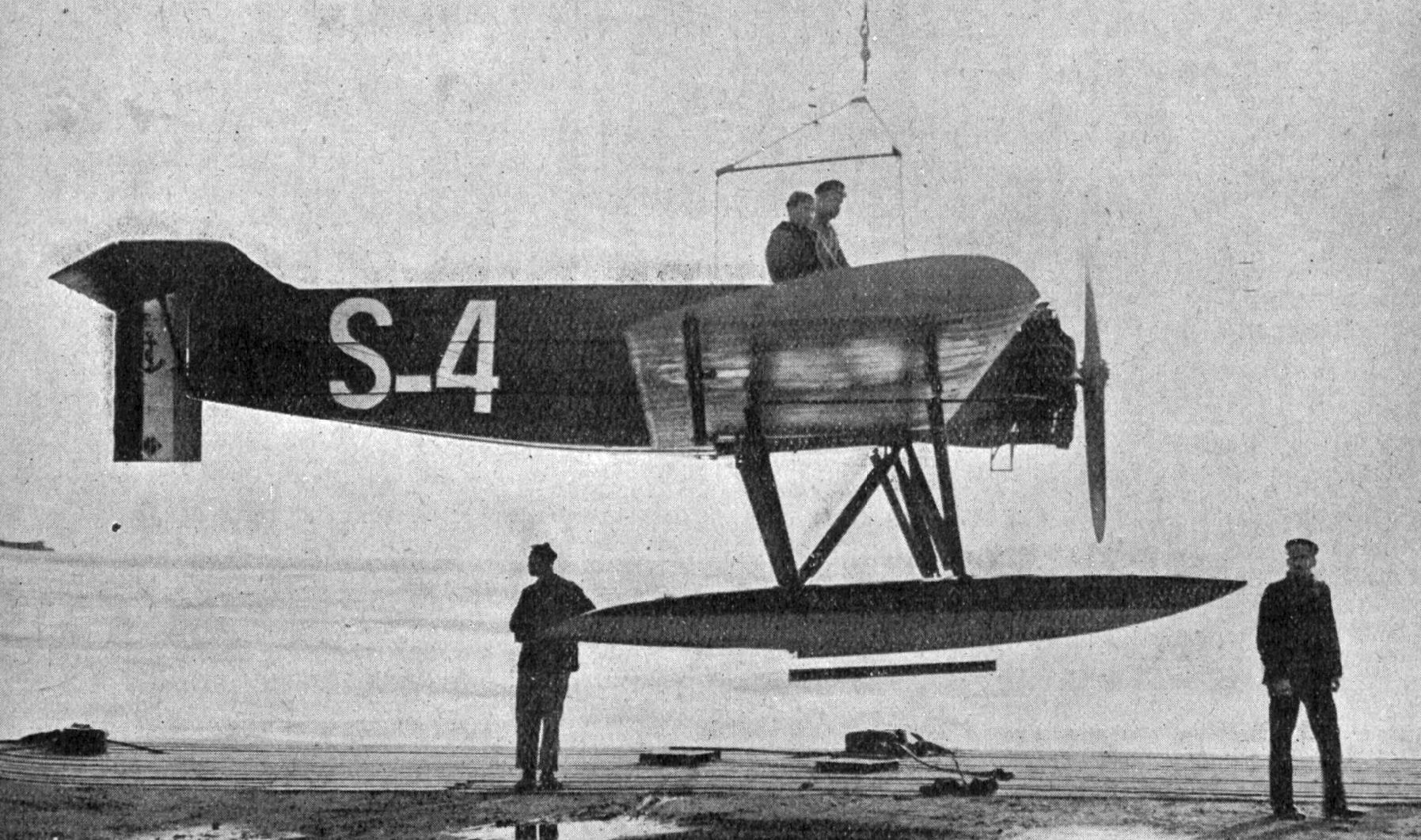
Vista laterale dello MB-35 apparsa sulla rivista L'Aérophile nell'aprile 1926.

Dopo il fallimento del programma per un idrovolante da ricognizione per l'impiego imbarcato a bordo della navi maggiori della Marine nationale, designato MB-26, il progettista ingegnere Marcel Besson avviò un programma ancora più complesso, relativo ad un aereo da ricognizione destinato all'impiego sui sottomarini oceanici di nuovo tipo. All'epoca il comando della Marina francese era fortemente interessato a dotarsi di tale tipo di aereo, che doveva avere le ali ripiegabili al fine di consentirne lo stivaggio negli speciali hangar cilindrici. La Société de construction aéronautiques et navales Marcel Besson di Boulogne-sur-Mer ricevette l'ordine per la costruzione di due prototipi designati MB-35 Passe-Partout. Il primo di essi andò in volo nel febbraio 1926.

## Descrizione tecnica
Si trattava di un idrovolante monoplano ad ala bassa, dotato di due galleggianti a scarponi di 4,49 m di lunghezza e 50 cm di larghezza. Il suo disegno era concepito per avere un peso a pieno carico il più contenuto possibile. Non era previsto l'impiego di nessun tipo di armamento. L'aereo doveva essere contenuto in un apposito hangar cilindrico lungo 6,50 m, largo 1,50 m e alto 2 m. L'ala, costituita da due longheroni, era ricoperta in tela e aveva un leggero diedro laterale. Ogni semiala era lunga 4,46 m e larga 1,85 m. La fusoliera aveva sezione rettangolare di 90 cm di diametro, era costituita da quattro longheroni. L'impennaggio orizzontale si trovava posizionato direttamente sotto l'estremità della fusoliera.
Il propulsore radiale era un Salmson 9AC. a 9 cilindri raffreddati ad aria, erogante la potenza di 120 CV (89 kW), ed azionante un'elica bipala lignea. Il propulsore era dotato di apposita cappottatura di protezione, che poteva essere facilmente rimossa al fine di favorire l'intervento del meccanico. Anche quella del carburatore Claudel era rimovibile al fine di facilitarne l'accesso al meccanico. La capacità carburante era pari a 72 litri, mentre al posto dell'osservatore poteva essere installato un apposito serbatoio supplementare della capacità di 86 litri.
Pilota e osservatore erano installati in abitacoli aperti, disposti sfalsati in tandem. L'abitacolo del pilota era posto a sinistra davanti al bordo di attacco alare, mentre quello dell'osservatore a destra dietro di esso. Sul fondo dell'abitacolo dell'osservatore vi era un'apposita apertura dove poteva essere posizionata una macchina fotografica con obiettivo di 50 cm di diametro su due traversine mobili.

## Impiego operativo
Prodotto in due esemplari tra il 1926 e il 1927, uno di essi venne utilizzato per dimostrazioni di lancio da una catapulta installata sull'incrociatore leggero Primaguet, suscitando l'interesse dei governi di Argentina e Brasile, ma senza che venisse emesso alcun ordine di produzione.

## Utilizzatori
Francia
- Marine nationale

### Fonti
1. 1 2 3  Besançon 1926, p. 122.
2. ↑  Aviafrance.
3. 1 2 3 4  Airwar.
4. 1 2 3  Houard 1926, p. 2.
5. 1 2 3 4  Boroli, Boroli 1983, p. 136.
6. 1 2 3 4 5 6 7  Houard 1926, p. 3.